# Commission scolaire Marguerite-Bourgeoys

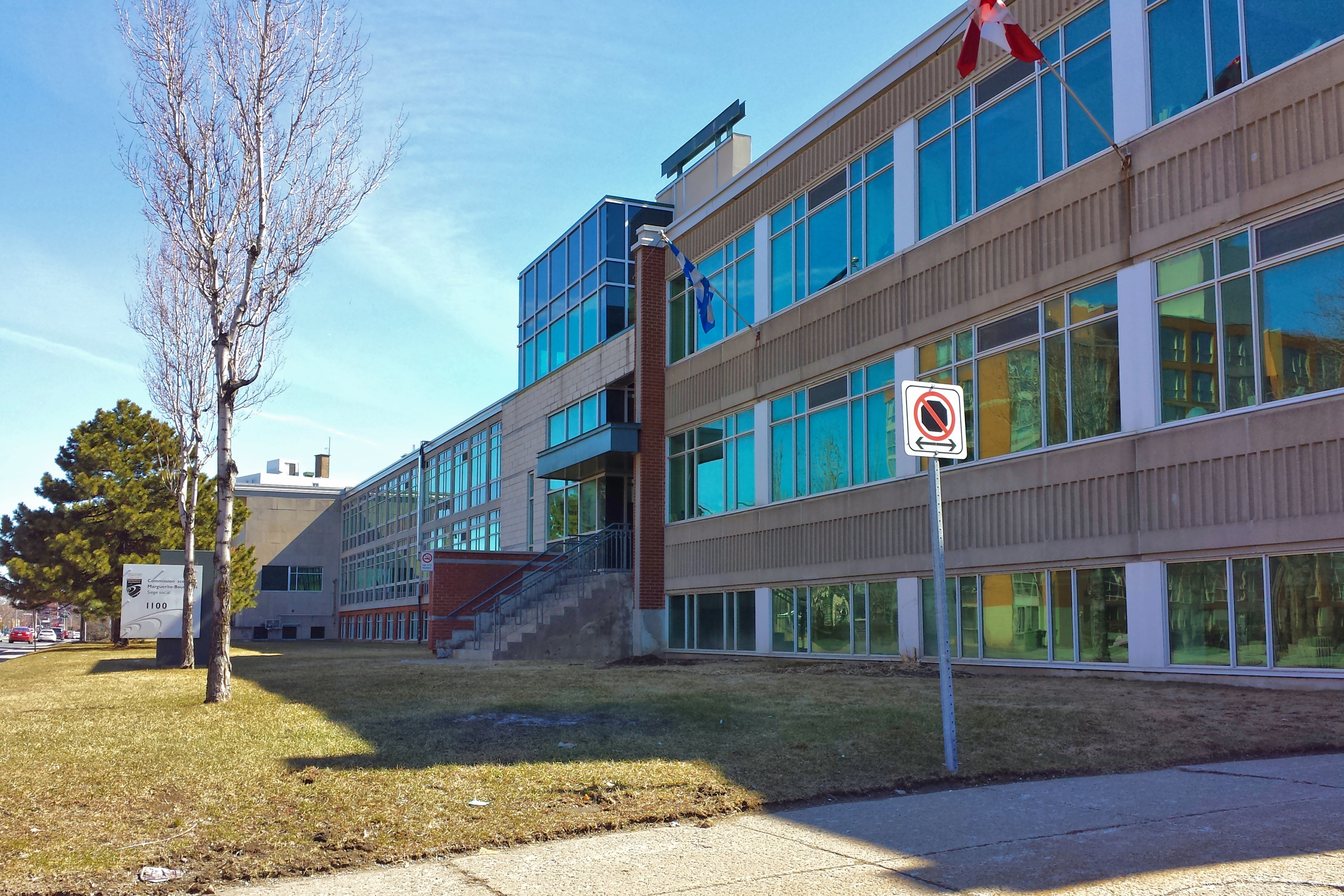
La sede del CSMB

El Centre de services scolaire  Marguerite-Bourgeoys es un consejo escolar de la isla de Montreal, Quebec, Canadá. Tiene su sede en Montreal.

## Área de servicio
Se extiende sobre los siguientes municipalidades y distritos de la isla: 
Baie d'Urfé, Beaconsfield, Côte-Saint-Luc, Dollard-Des Ormeaux, Dorval, Hampstead, Kirkland, L'Île-Dorval, L'Île-Bizard–Sainte-Geneviève, LaSalle, Lachine, Mont-Royal, Montréal-Ouest, Outremont, Pierrefonds-Roxboro, Pointe-Claire, Saint-Laurent, Sainte-Anne-de-Bellevue, Senneville y Verdun.